# Józef Wybicki
Józef Rufin Wybicki (29. září 1747, Będomin (Pomořansko) – 19. březen 1822) byl polský právník, politik a spisovatel, autor textu polské hymny (Jeszcze Polska niezginiela).

## Biografie
Narodil se do šlechtické rodiny v obci Będomin, asi 45 km jihozápadně od Gdaňsku, a studoval práva na jezuitské koleji v Gdaňsku. Na praxi nastoupil ke Korunnímu soudu v Poznani, což byl nejvyšší soud Polského království. Roku 1767 byl zvolen do parlamentu a jako prominentní právník se účastnil pravidelných večeří u polského krále, které se konaly každý čtvrtek. V letech 1768-1772 se postavil na stranu Barské konfederace, šlechtického povstání proti ruskému vlivu a na Rusku závislému králi, a připojil se i ke Kosciuszkově povstání. Po jeho porážce odešel do Holandska a studoval práva na univerzitě v Leidenu. V letech 1784-1788 byl opět členem parlamentu a zasazoval se o zásadní reformy státu. Jako člen prozatímní vládní komise hrál významnou roli při tvorbě Varšavského vévodství i při přijetí polské ústavy (1791). Po dělení Polska a zániku království emigroval do Francie a v Napoleonových službách s přítelem Janem Henrykem Dabrowskim organizoval v Itálii polské legie. do U příležitosti slavnostního rozloučení s vojáky těchto legií napsal v roce 1797 Píseň polských legií. Přesněji napsal slova („Jeszcze Polska nie zginęła“) a užil populární lidovou melodii, mazurku z regionu Podlasie. Píseň si rychle získala velkou oblibu a vešla ve známost jako Mazurek Dąbrowskiego. V roce 1927 ji Sejm Polské republiky prohlásil polskou státní hymnou.
Když ho Prusko roku 1801 amnestovalo, usadil se jako soukromník ve Wroclawi. Roku 1806 pomáhal Dambrovskému s přípravou Velkopolského povstání na pomoc Napoleonovi proti Prusku. Když pak vzniklo Varšavské knížectví (1807), zastával v něm řadu vysokých funkci, stejně jako v následujícím Kongresovém Polsku, kde se roku 1817 stal předsedou nejvyššího soudu.
Kromě toho psal politické úvahy (Myśli polityczne o wolności cywilnej, Politické myšlenky o občanské svobodě) a divadelní hry (Szlachcic mieszczninem, Zygmunt August).
Zemřel v obci Manieczki u Śremu, asi 45 km jižně od Poznaně.